# MÁV 459.1 sorozat
| Pályaszám:                        | ÖNWB 321-340 kkStB 171.01-20, 171.29-62 ČSD 411.001-19, MÁV 459.102, 459.109 | ÖNWB 321-340 kkStB 171.01-20, 171.29-62 ČSD 411.001-19, MÁV 459.102, 459.109 | ÖNWB 321-340 kkStB 171.01-20, 171.29-62 ČSD 411.001-19, MÁV 459.102, 459.109 |         |         |
| Gyártó:                           | Floridsdorf, Esslingen, Sigl                                                 | Floridsdorf, Esslingen, Sigl                                                 | Floridsdorf, Esslingen, Sigl                                                 |         |         |
| Gyártásban:                       | 1873-1874                                                                    | 1873-1874                                                                    | 1873-1874                                                                    |         |         |
| Jelleg                            | D-n2                                                                         | D-n2                                                                         | D-n2                                                                         |         |         |
|                                   | 1873                                                                         | 1886                                                                         | 1896                                                                         |         |         |
| Hengerek száma                    | 2                                                                            | 2                                                                            | 2                                                                            |         |         |
| Hengerek átmérője                 | 470 mm                                                                       | 470 mm                                                                       | 470 mm                                                                       |         |         |
| Dugattyú lökethossza              | 632 mm                                                                       | 632 mm                                                                       | 632 mm                                                                       |         |         |
| Hajtókerékátnérő:                 | 1195 mm                                                                      | 1195 mm                                                                      | 1195 mm                                                                      |         |         |
| Csatolt kerekek tengelytávolsága: | 3795 mm                                                                      | 3795 mm                                                                      | 3795 mm                                                                      |         |         |
| Össztengelytávolság:              | 3795 mm                                                                      | 3795 mm                                                                      | 3795 mm                                                                      |         |         |
| Össztengelytávolság szerkocsival: | 11143 mm                                                                     | -                                                                            | 11345 mm                                                                     |         |         |
| Hossz:                            | 9,647 m                                                                      | 9,735 m                                                                      | 9,629 m                                                                      |         |         |
| Hossza szerkocsival:              | 15,779 m                                                                     | 16,035 m                                                                     | 15,962 m                                                                     |         |         |
| Magassága                         | 4,100 m                                                                      | 4,100 m                                                                      | 4,100 m                                                                      |         |         |
| Csőfűtőfelület:                   | 153,7 m²                                                                     | 156,8 m²                                                                     | 156,8 m²                                                                     |         |         |
| Sugárzó fűtőfelület:              | 10,0 m²                                                                      | 10,0 m²                                                                      | 10,0 m²                                                                      |         |         |
| Rostélyrelület:                   | 1,90 m²                                                                      | 1,90 m²                                                                      | 1,90 m²                                                                      |         |         |
| Gőznyömás:                        | 10,0 atm                                                                     | 10,0 atm                                                                     | 10,0 atm                                                                     |         |         |
| Üres tömeg:                       | 38,50 t                                                                      | 38,50 t                                                                      | 38,50 t                                                                      |         |         |
| Tapadási tömeg:                   | 44,00 t                                                                      | 44,00 t                                                                      | 44,00 t                                                                      |         |         |
| Szolgálati tömeg:                 | 44,00 t                                                                      | 44,00 t                                                                      | 44,00 t                                                                      |         |         |
| Szolgálati tömeg szerkocsival:    | 71,50 t                                                                      | 71,50 t                                                                      | 72,10 t                                                                      |         |         |
| Legnagyobb sebessége:             | 35 km/h                                                                      | 35 km/h                                                                      | 35 km/h                                                                      | 35 km/h | 35 km/h |
| Szerkocsi típusa:                 | 23                                                                           | 23                                                                           | 23                                                                           |         |         |
| Vízkészket:                       | 7,5 m³                                                                       | 7,5 m³                                                                       | 7,5 m³                                                                       |         |         |
| Tüzelőanyagkészlet:               | 8,0 m³                                                                       | 8,0 m³                                                                       | 8,0 m³                                                                       |         |         |

| Pályaszám:                        | ÖNWB 341-377 kkStB 171.21-28, 171.29-62 ČSD 411.020-26, 411.027-59 MÁV 459.101, 459.103-107 | ÖNWB 341-377 kkStB 171.21-28, 171.29-62 ČSD 411.020-26, 411.027-59 MÁV 459.101, 459.103-107 | ÖNWB 341-377 kkStB 171.21-28, 171.29-62 ČSD 411.020-26, 411.027-59 MÁV 459.101, 459.103-107 |         |         |
| Gyártó:                           | Floridsdorf, Esslingen, Sigl                                                                | Floridsdorf, Esslingen, Sigl                                                                | Floridsdorf, Esslingen, Sigl                                                                |         |         |
| Gyártásban:                       | 1876-1883                                                                                   | 1876-1883                                                                                   | 1876-1883                                                                                   |         |         |
| Jelleg:                           | D-n2                                                                                        | D-n2                                                                                        | D-n2                                                                                        |         |         |
|                                   | 1876                                                                                        | 1888                                                                                        | 1896                                                                                        |         |         |
| Hengerek száma:                   | 2                                                                                           | 2                                                                                           | 2                                                                                           |         |         |
| Hengerek átmérője:                | 470 mm                                                                                      | 470 mm                                                                                      | 470 mm                                                                                      |         |         |
| Dugattyú lökethossza:             | 632 mm                                                                                      | 632 mm                                                                                      | 632 mm                                                                                      |         |         |
| Hajtókerék-átmérő:                | 1195 mm                                                                                     | 1195 mm                                                                                     | 1195 mm                                                                                     |         |         |
| Csatolt kerekek tengelytávolsága: | 3795 mm                                                                                     | 3795 mm                                                                                     | 3795 mm                                                                                     |         |         |
| Össztengelytávolság:              | 3795 mm                                                                                     | 3795 mm                                                                                     | 3795 mm                                                                                     |         |         |
| Össztengelytávolság szerkocsival: | 11125 mm                                                                                    | -                                                                                           | 11229 mm                                                                                    |         |         |
| Hossz:                            | 9,699 m                                                                                     | 9,827 m                                                                                     | 9,629 m                                                                                     |         |         |
| Hossz szerkocsival:               | 15,831 m                                                                                    | 16,127 m                                                                                    | 15,846 m                                                                                    |         |         |
| Magasság:                         | 4,100 m                                                                                     | 4,100 m                                                                                     | 4,100 m                                                                                     |         |         |
| Legnagyobb sebesség:              | 35 km/h                                                                                     | 35 km/h                                                                                     | 35 km/h                                                                                     | 35 km/h | 35 km/h |
| Csőfűtőfelület:                   | 153,8 m²                                                                                    | 156,8 m²                                                                                    | 156,8 m²                                                                                    |         |         |
| Sugárzó fűtőfelület:              | 10,2 m²                                                                                     | 10,0 m²                                                                                     | 10,0 m²                                                                                     |         |         |
| Rostélyfelület:.                  | 1,90 m²                                                                                     | 1,90 m²                                                                                     | 1,90 m²                                                                                     |         |         |
| Gőznyomás:                        | 10,0 atm                                                                                    | 10,0 atm                                                                                    | 10,0 atm                                                                                    |         |         |
| Üres tömeg:                       | 40,40 t                                                                                     | 39,50 t                                                                                     | 39,50 t                                                                                     |         |         |
| Tapadási tömeg:                   | 45,00 t                                                                                     | 45,00 t                                                                                     | 45,00 t                                                                                     |         |         |
| Szolgálati tömeg:                 | 45,00 t                                                                                     | 45,00 t                                                                                     | 45,00 t                                                                                     |         |         |
| Szolgálati tömeg szerkocsival     | 73,90 t                                                                                     | 73,90 t                                                                                     | 73,10 t                                                                                     |         |         |
| Szerkocsi típusa:                 | 23                                                                                          | 23                                                                                          | 23                                                                                          |         |         |
| Vízkészlet:                       | 7,5 m³                                                                                      | 7,5 m³                                                                                      | 7,1 m³                                                                                      |         |         |
| Tüzelőanyagkészlet:               | 9,0 m³                                                                                      | 9,0 m³                                                                                      | 9,0 m³                                                                                      |         |         |

A MÁV 459,1 sorozat egy tehervonati szerkocsisgőzmozdony-sorozat volt a MÁV-nál, mely eredetileg az Osztrák Északnyugati Vasút, (ÖNWB) ÖNVB VIIa,b,c,d,e mozdonysorozata volt.

## Története

### KkStB 171.01–20, 29–62 (ÖNWB)
A Bécsújhelyi Mozdonygyár az ÖNWB VI sorozat mintájára épített 1873-ban 20 db, a Floridsdorfi Mozdonygyár 1874-ben 14 db D tengelyelrendezésű mozdonyt, amelyeket az ÖNWB a VIIa és VIIb osztályba sorolt. A mozdonyok telített gőzű ikergépesek voltak, kerekeik fölött ívelt takarólemez volt.
1880 elején további tehervonati mozdonyokra volt szükség. Az Esslingeni Gépgyár 1882-ben 10 db-ot, a bécsújhelyi és a floridsdorfi mozdonygyárak 1883-ra további 5 db-ot készítettek, amiket a VIIc, VIId, VIIe osztályba soroltak.
A mozdonyok többsége Iglau, Josefstadt és Németbrod fűtőházakhoz voltak beosztva.
Az államosítás után a mozdonyokat a kkStB 171.01-20 (VIIa) és 171.29-62 (VIIb,c,d,e) pályaszámokkal látta el.
Az első világháborút követően a 171.53 pályaszámú mozdony a PKP-hez került, ott nem kapott pályaszámot, majd hamarosan selejtezték. A maradék mozdonyok a  ČSD-hez kerültek, ahol a 411.0 sorozatba osztották őket. Egy része a mozdonyoknak a ČSD-től a MÁV-hoz került, ahol a 459.1 sorozatba osztották.
A ČSD-nél a 411.0 sorozatú mozdonyok 1960-ig szolgáltak. A 411.019 pályaszámú gép a prágai Nemzeti Technikai Múzeum tulajdona, ma a Jaroměři Vasútmúzeumban látható.

### kkStB 171.21–28 (LCJE)
A Florisdorfi Mozdonygyár 1876 és 1878 között nyolc db mozdonyt gyártott a Lemberg-Czernowitz-Jassy Eisenbahn (LCJE) részére, melyek megegyeztek az ÖNWB-nek 1874-ben építettekkel. Az LCJE-nél VIf sorozatba lettek sorolva. A vasút 1889-es  államosítása után a kkStB 171.21-28 számmal látta el őket.
A mozdonyok egy részét átépítették. Az átépítés során megváltozott műszaki adatok a táblázatban láthatóak.

## Fordítás
- Ez a szócikk részben vagy egészben  a   kkStB 171 című német Wikipédia-szócikk fordításán alapul.  Az eredeti cikk szerkesztőit annak laptörténete sorolja fel. Ez a jelzés csupán a megfogalmazás eredetét és a szerzői jogokat jelzi, nem szolgál a cikkben szereplő információk forrásmegjelöléseként.